# 제럴딘 페라로
제럴딘 앤 페라로(Geraldine Anne Ferraro, 1935년 8월 26일 ~ 2011년 3월 26일)는 미국의 여성 민주당 정치인으로 미국 역사상 첫 여성 부통령 후보로 가장 잘 알려졌다. 1984년 그녀는 샌프란시스코에서 열린 민주당 전당 대회에서 자신이 부통령 직위의 후보 지명을 받아들였을 때 역사를 만들었다. 그녀의 후보 지명은 아무것도 그들의 손이 닿지 않는 미국에 걸쳐 여성들에게 희망을 주었다. 그녀의 섬뜩한 정치 실력솔직하고 명랑한 성격과 강한 자신의 이야기는 미국의 관중들과 그녀의 연결에 도움을 주었다. 이탈리아 이민자 부모에게 태어난 페라로의 전체 인생은 흔적을 남기는 이벤트로 표시되었다. 그녀는 여성과 노동의 권리들을 위하여 쉬지 않고 일하였다. 그녀는 보수 지역을 대표한 동안 성공적으로 자유주의적 의제를 추구할 수 있었던 매우 실력있는 정치인이었다. 더욱 나가서 그녀는 가정 폭력, 성폭력과 노동권을 여기는 법률을 통과시키는 데 자신의 남성 동료들과 성공적으로 일할 수 있었다. 그녀의 일생과 경력은 정치 경력을 쌓으려 했던 여성들을 위하여 영감이 되었다.

## 어린 시절
뉴욕주 뉴버그에서 태어난 페라로는 페라로 가족에서 단 하나의 딸이자 막내이기도 했다. 그녀는 자신이 태어나기 2년 전에 자동차 사고로 숨진 오빠 제럴드의 이름을 땄다.
그녀의 부친 도미닉 페라로는 다섯 한푼의 상점과 식당의 소유자였는 데 1944년 암거래로 구속되었고 자신이 법정에 나타나야 했던 날 치명적인 심근 경색을 겪었다. 모친 안토네타는 집과 상점을 팔고 3명의 자녀와 함께 브롱크스로 이주하였다.
제럴딘은 태리타운에 있는 메리마운트 가톨릭 학교를 다녔다. 그녀는 A+ 급의 학생이자 5학년에서 곧바로 9학년으로 진급되었다. 그녀는 1952년 고등학교를 완료하였다.
그러고나서 페라로는 메리마운트 칼리지에 입학하여 영어 전공에서 자신의 학사 학위를 추구하는 데 전액 장학금이 주어졌다. 그녀는 이후에 메리마운트 칼리지의 맨해튼 지점으로 옮겨 1956년에 졸업하였다.
그녀는 곧 법학을 전공하는 데 포덤 대학교에서 야간 학교에 입학하였다. 1960년 그녀는 자신의 법학 학위를 완료하여 이듬해 뉴욕주 법정의 일원이 되었다.

## 초기 경력
제럴딘 페라로는 뉴욕에 있는 공립 고등학교에서 영어 교사로서 자신의 경력을 시작하였다.
1960년 자신의 법학 학위를 취득한 후, 페라로는 파트 타임으로 법률을 개업하기 시작하였으며 당시 우선 사항은 자신의 가족이었다. 1974년 그녀의 경력은 퀸스에서 보조 지방 검사의 직위를 위하여 자신의 사촌인 지방 검사 니컬러스 페라로에 의하여 제공을 받아들였을 때 상승세를 보였다.
1975년 그녀는 자신이 강간, 아동 학대, 배우자 학대와 노인 피해자에 관련된 사건들을 처리했던 성범죄수사대로 옮겼다. 수사대와 그녀의 3년 한정은 그녀의 온건적인 정치적 전망을 자유주의로 바꾸었다.

## 뉴욕주 연방 하원

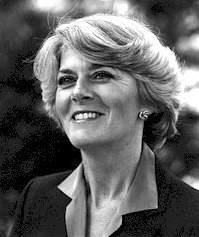
연방 하원 시절의 페라로

1978년 민주당 의원 제임스 딜레이니가 퀸스로부터 퇴직하자 페라로는 자신의 정치 경력을 시작하는 데 이 기회를 잡았다. 그녀는 투표의 53 퍼센트와 함께 후보 지명을 얻고, 그러고나서 1979년 투표의 54 퍼센트와 함께 공화당 후보 앨프리드 델레보비를 꺾으러 갔다. 이 과정에서 그녀는 미국 의회에서 퀸스를 대표하는 데 첫 여성이 되었다.
그녀의 승리는 또한 그녀가 주로 보수적인 지역을 이길 수 있었던 자유주의자였기 때문에 헤드라인을 장식하였다. 그녀는 퀸스로부터 1980년 (58 퍼센트)과 1982년 (78 퍼센트)에 다시 압승하였다.
페라로는 자신의 정치적 균형 활동으로 알려졌다. 그녀는 자신의 보수적 구성요소를 계속 행복하게 한 동안 성공적으로 자유주의적 의제를 추구하였다. 그녀는 많은 보수주의 입법들을 후원하였고 또한 1981년의 경제적 자본법 같은 어떤 현저한 자유주의 입법들의 일부이기도 했다. 그녀는 개인적으로 반대했지만 낙태권을 후원하기도 했다.
그녀의 완벽한 균형을 잡는 행위와 일을 끝내는 별명은 그녀를 연설자 팁 오닐의 가장 좋아하는 사람으로 만들었다. 그녀의 오닐에게 근접성은 강한 예산 위원회에 그녀에게 의석을 얻어주었다. 그러고나서 그녀는 공공 작업 밑 운송 위원회, 관청 근무 위원회와 우체국 위원회에 지내러 갔다.
1980년과 1982년 그녀는 민주당 간부회의의 비서로 선출되었다. 민주당 안에서 그녀의 운석 상승은 그녀가 민주당 전당 대회에서 중요한 역할들을 하는 것으로 이끌었다.

## 1984년 대통령 선거

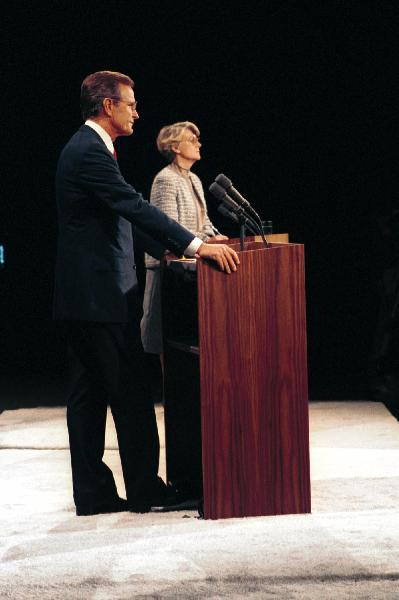
1984년 부통령 토론에서 조지 H. W. 부시와 페라로

1984년 민주당은 전당 대회에 자동적으로 대표를 파견하는 데 상원과 하원으로 지내는 민주당원들의 5분의 3을 허용한 법을 통과시켰다. 페라로는 이 규칙을 통과하는 것에 주요 역할을 하였다. 규칙은 선출된 정치인들에게 당을 위하여 통일된 메시지를 창조하는 기회를 주었다. 그해 페라로는 자신이 민주당 정강의 선언 위원회의 의장으로 만들어졌을 때 역사를 만들었다. 그녀는 그렇게 하는 데 첫 여성이었다.
민주당에서 그녀의 증가하는 역할과 결과 매체 노출은 그녀를 여성주의자들 사이에서 좋아하는 여성 부통령 후보로 만들었다. 7월 월터 먼데일은 페라로를 자신의 러닝메이트로 선택하였다.
그녀가 미국 역사상 첫 여성 부통령 후보였던 사실은 민주당을 위하여 많은 언론 보도를 얻었다. 하지만 언론 보도는 곧 그녀의 남편의 금융 거래와 그의 세금 면제 거부에 전념하기 시작하였다.
11월 로널드 레이건과 조지 H. W. 부시 후보는 압도적인 승리를 거두었다. 먼데일과 페라로는 13개 만의 선거인단을 얻을 수 있었다.
페라로는 법률 개업으로 돌아갔고 또한 정치에서 자신의 경험들에 3권의 책을 저서하였다. 〈페라로, 나의 이야기〉는 1985년에 발간된 캠페인 회고록이었다.

## 이후의 세월
1992년 그녀는 미국 상원을 위하여 나가는 데 결정했으나 후보 지명을 얻는 데 실패하였다. 그녀는 1998년 비성공적으로 시도하였다가 결국 선거 정치를 그만두기로 결정하였다. 하지만 그녀의 공직 생활은 아직 끝나지 않았다.
1993년 빌 클린턴 대통령은 그녀를 스위스 제네바에 있는 유엔 인권 이사회에 미국 대표로 임명하였다. 그녀의 저서 〈제럴딘 페라로 : 역사를 바꾸며〉가 그해 발간되었다. 이 책에서 그녀는 여성들에게 권력을 부여하기 위한 강력한 사례를 만들었다.
1995년 베이징에서 열린 제4차 세계 여성 회의에서 페라로는 미국 대표단의 부의장으로 임명되었다. 그녀는 또한 텔레비전 분석자와 시사 평론가로 일하였으며 어쩌다 또한 컨설팅 펌의 회장이기도 했다.
2008년 그녀는 힐러리 클린턴의 선거 운동 직원이었으나 그녀가 인터뷰가 있던 동안 어떤 논란의 여지가 있는 댓글 때문에 사임해야 했다.

## 주요 성과들
페라로는 국가의 두번째로 제일 높은 직위를 위하여 후보로 지명되는 데 미국 역사상 첫 여성이었다.
그녀는 또한 민주당 정강의 선언 위원회의 의장이 되는 데 첫 여성이기도 했다.

## 사망
1998년 그녀는 다발성 골수종과 진단되었으며 2011년 3월 26일 질병에 걸려 보스턴에 있는 매사추세츠 종합 병원에서 사망하였다. 그녀는 퀸스 미들 빌리지에 있는 세인트 존 묘지에 안장되었다.

## 가족 관계
1960년 페라로는 부동산 중개인 존 재카로에게 결혼하여 3명의 자녀 - 도나 (1962년생), 존 주니어 (1964년생)와 로라 (1966년생)를 두었다.

## 역대 선거 결과
| 선거명      | 직책명                    | 대수 | 정당   | 득표율 | 득표수 (선거인단)   | 결과 | 당락                 |
| ----------- | ------------------------- | ---- | ------ | ------ | ------------------- | ---- | -------------------- |
| 1978년 선거 | 하원의원 (뉴욕 제9선거구) | 96대 | 민주당 | 54.17% | 51,350표            | 1위  | 뉴욕주 하원의원 당선 |
| 1980년 선거 | 하원의원 (뉴욕 제9선거구) | 97대 | 민주당 | 58.34% | 63,796표            | 1위  | 뉴욕주 하원의원 당선 |
| 1982년 선거 | 하원의원 (뉴욕 제9선거구) | 98대 | 민주당 | 73.22% | 75,286표            | 1위  | 뉴욕주 하원의원 당선 |
| 1984년 선거 | 미국의 부통령             | 43대 | 민주당 | 40.56% | 37,577,185표 (13명) | 2위  | 낙선                 |